# Élections législatives djiboutiennes de 2008
Des élections législatives ont eu lieu à Djibouti le 8 février 2008 afin de pourvoir les 65 sièges de députés. 148 000 électeurs  (sur 805 000 habitants) étaient appelés aux urnes.
L'opposition a décidé de boycotter les élections. Elle dénonce un mode de scrutin, majoritaire de liste à un tour, qui assure à la coalition présidentielle le gain des 65 sièges à pourvoir.
Le Ministre de l’intérieur a annoncé un taux de participation de plus de 72 % des inscrits. Les candidats de l’Union pour la majorité présidentielle (UMP, parti présidentiel) ont tous été élus.